# Place des Lices (Saint-Tropez)
Pour les articles homonymes, voir Place des Lices et Lice.
La place des Lices ou place Carnot est une place-square-boulodrome  centrale de Saint-Tropez, dans le Var en Provence.

## Histoire
Cette vaste place centrale de Saint-Tropez est aménagée dans sa forme actuelle au début des années 1800, à proximité des port de Saint-Tropez et citadelle de Saint-Tropez, en forme de vaste boulodrome rectangulaire de sable de blanc, à l'ombre de ses rangées de platanes, avec ses bancs publics, sa fontaine centrale du XVIIIe siècle, ses cigales, et ses nombreuses terrasses de cafés-restaurants et hôtels (dont le Byblos...).  

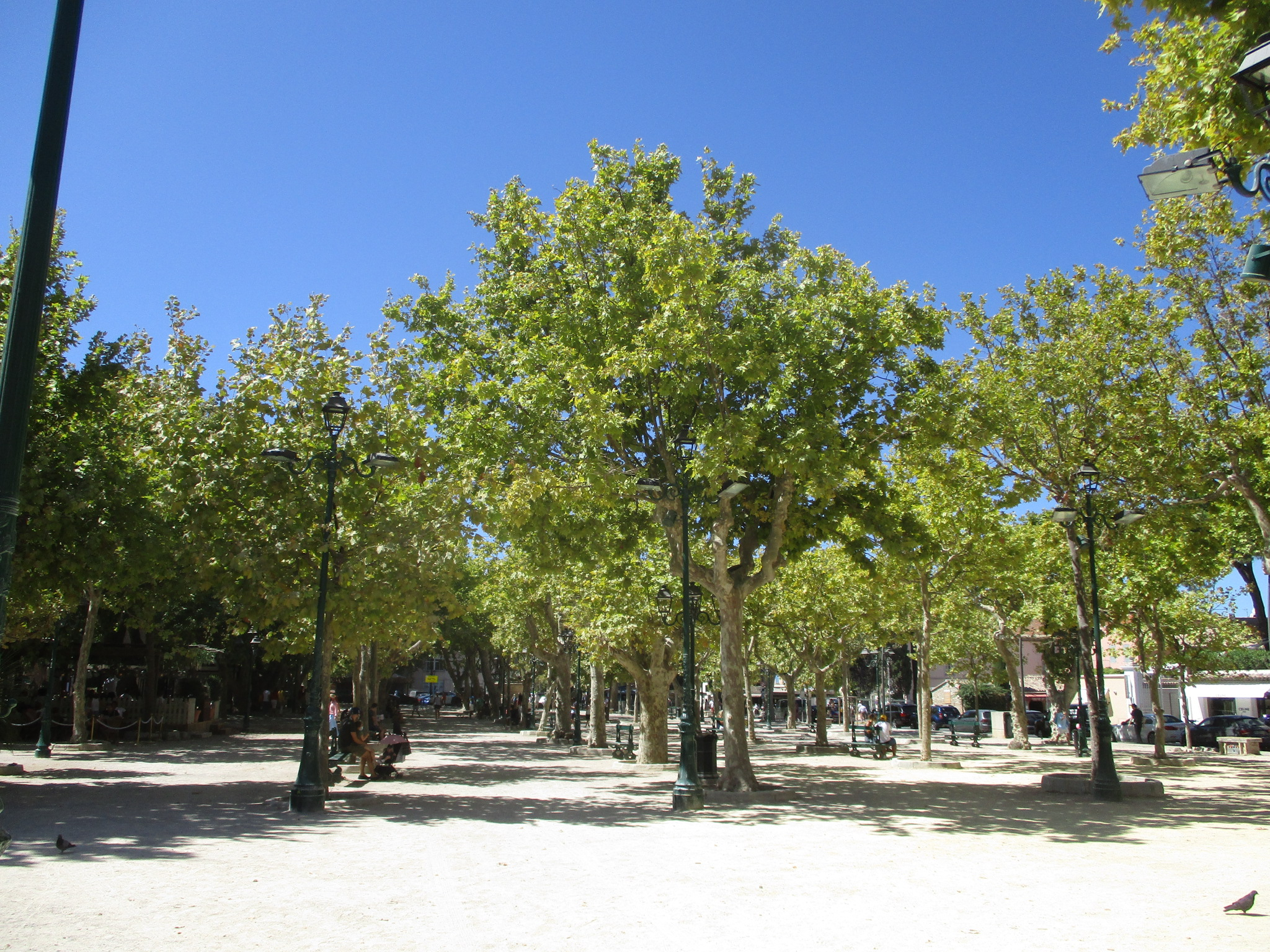
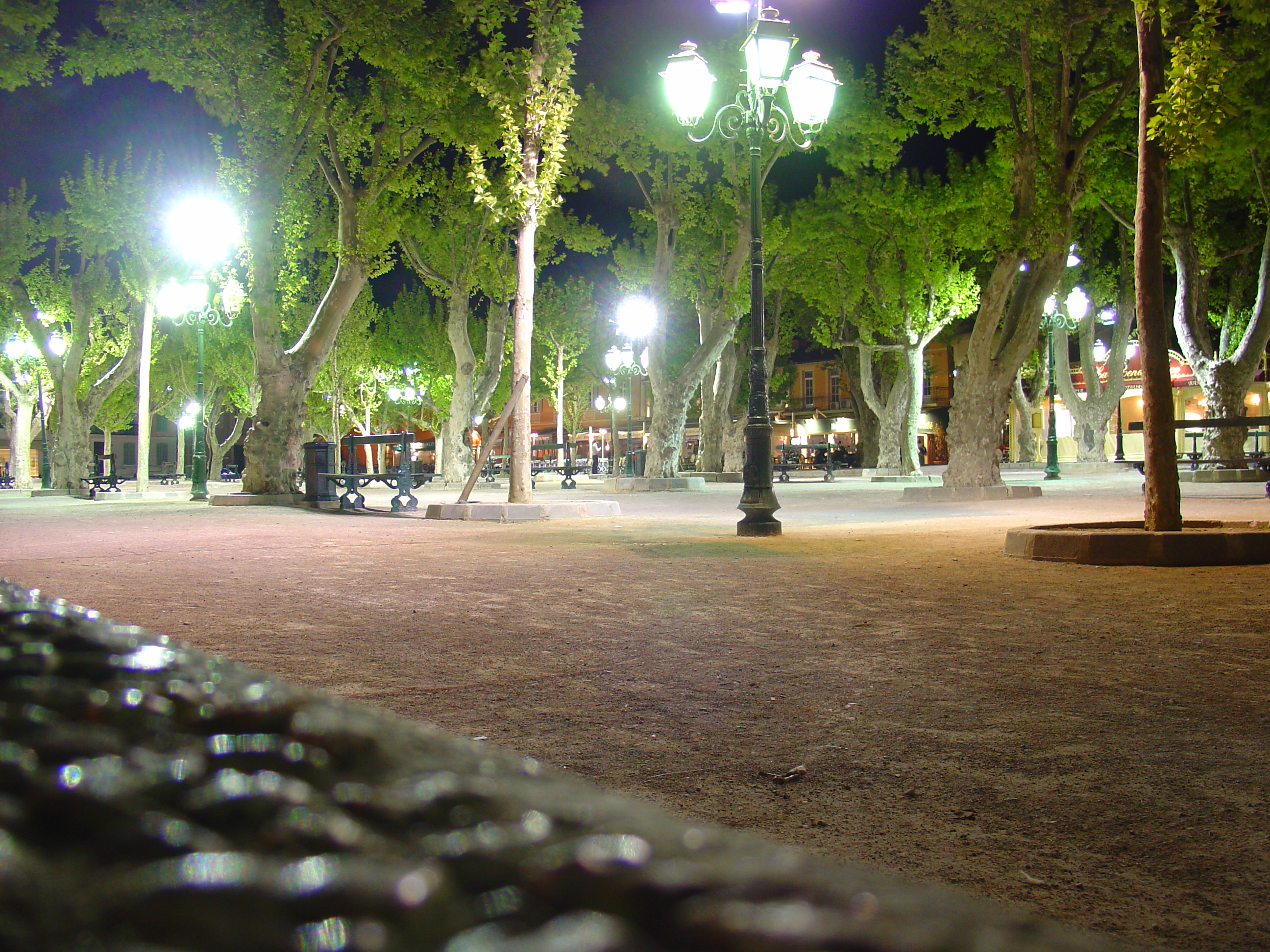
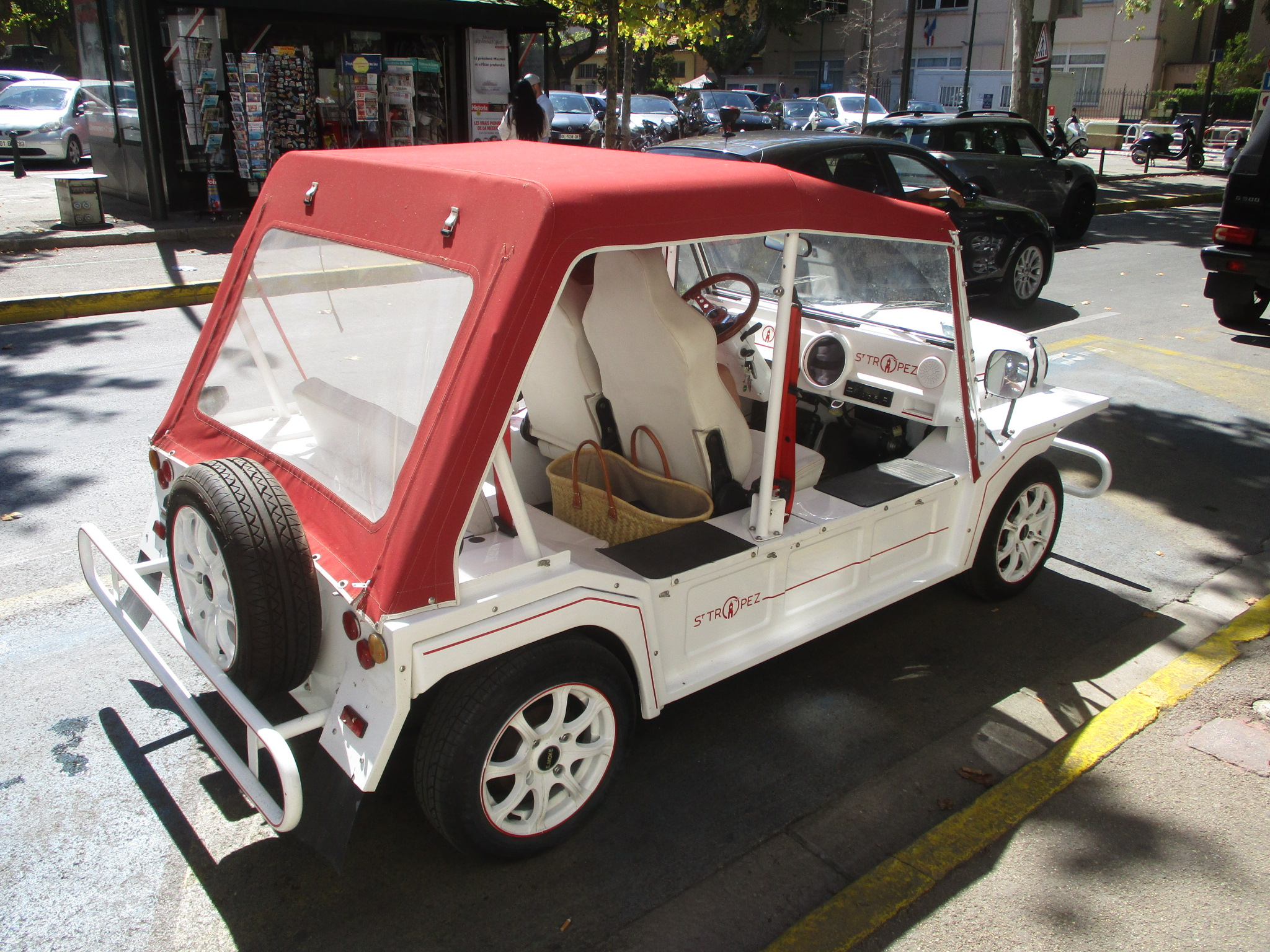

## Pétanque
Elle est célèbre  pour ses parties et nombreux concours de pétanques, de la population locale, des touristes, et des célébrités des lieux du monde du spectacle (en concurrence avec Saint-Paul-de-Vence) avec entre autres Brigitte Bardot, Eddie Barclay, Stéphane Collaro, Johnny Hallyday, Karl Lagerfeld, Vanessa Paradis, Patrick Bruel,,...

## Quelques événements
- Bravade de Saint-Tropez[6]
- Nombreux concours de pétanque
- Marché de Provence de Saint Tropez (les mardi et samedi)[7]

## Peinture

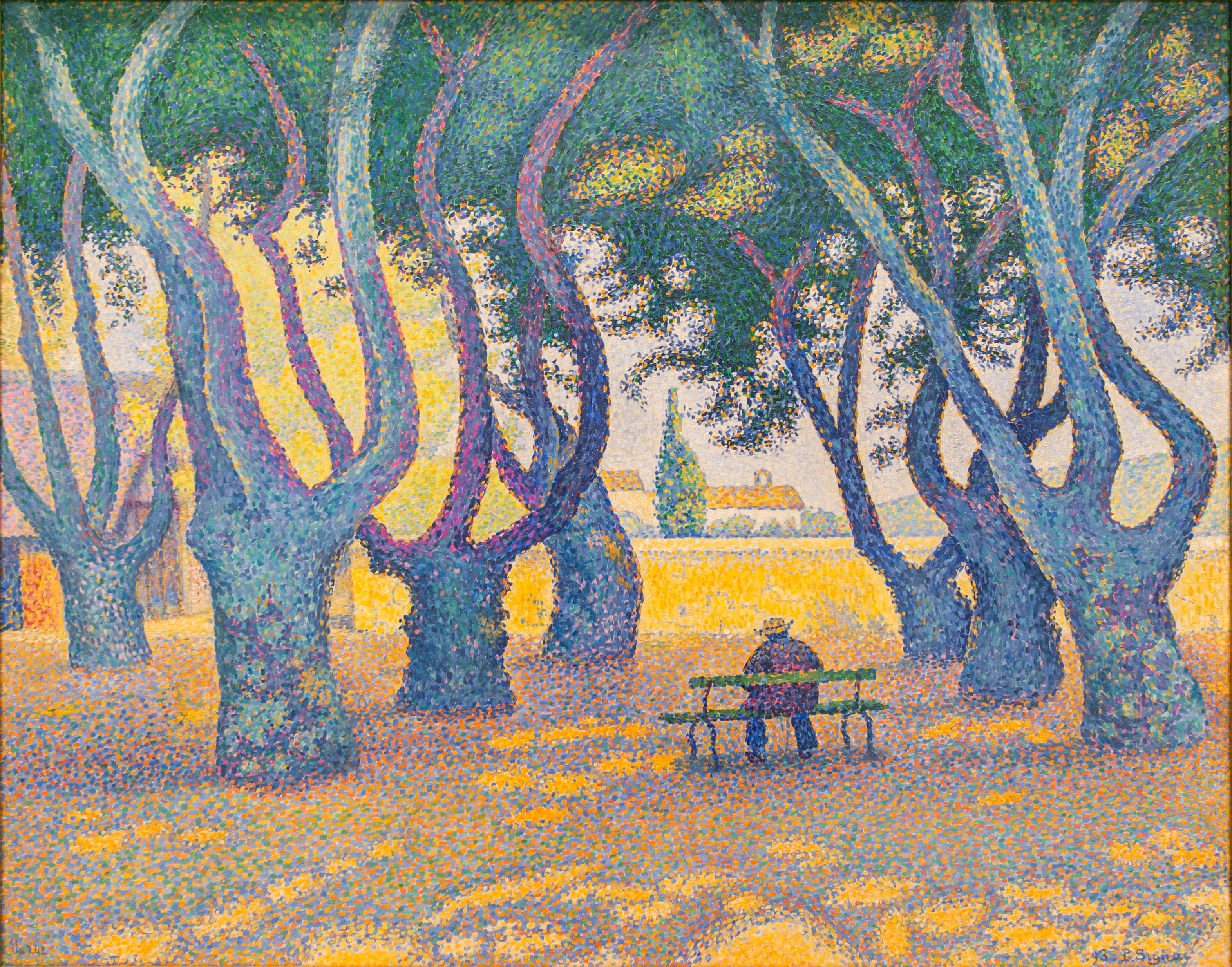
Place des Lices, Saint-Tropez, par Paul Signac en 1893.

Le peintre Paul Signac a représenté la place en 1893 dans sa toile Place des Lices, Saint-Tropez, désormais au Carnegie Museum of Art de Pittsburgh, aux États-Unis.

## Musique
- 2014 : Place des Lices au soleil, de Tonya Kinzinger, Adeline Blondieau et Bénédicte Delmas, extrait de l'épisode Jessica's song de la série télévisée Sous le soleil (1996-2008)[8].

## Au cinéma
- Dans le film Le Gendarme de Saint-Tropez de 1964, Louis de Funès, Michel Galabru, Jean Lefebvre, et Christian Marin ne jouent pas leur célèbre partie de pétanque sur la place des Lices, mais dans une pinède voisine de Saint Tropez[9].

- Dans le film La Cage aux folles 2, une partie de l’intrigue se déroule dans un hôtel situé sur cette place, anecdote reprise le lendemain dans le journal que lit Albin, et qui cite l’adresse.